# Cerro Punta
Cerro Punta es un corregimiento del distrito de Tierras Altas en la provincia de Chiriquí en Panamá. Comprende pequeñas villas y granjas ubicadas en el distrito de Tierras Altas, a una altitud entre 1,900  y 2,300 m s. n. m. Debe su nombre a una colina en el punto más alto del pueblo. Además es una zona muy fértil en sus tierras se producen diferentes tipos de hortalizas, frutas y vegetales de muy alta calidad.

## Geografía

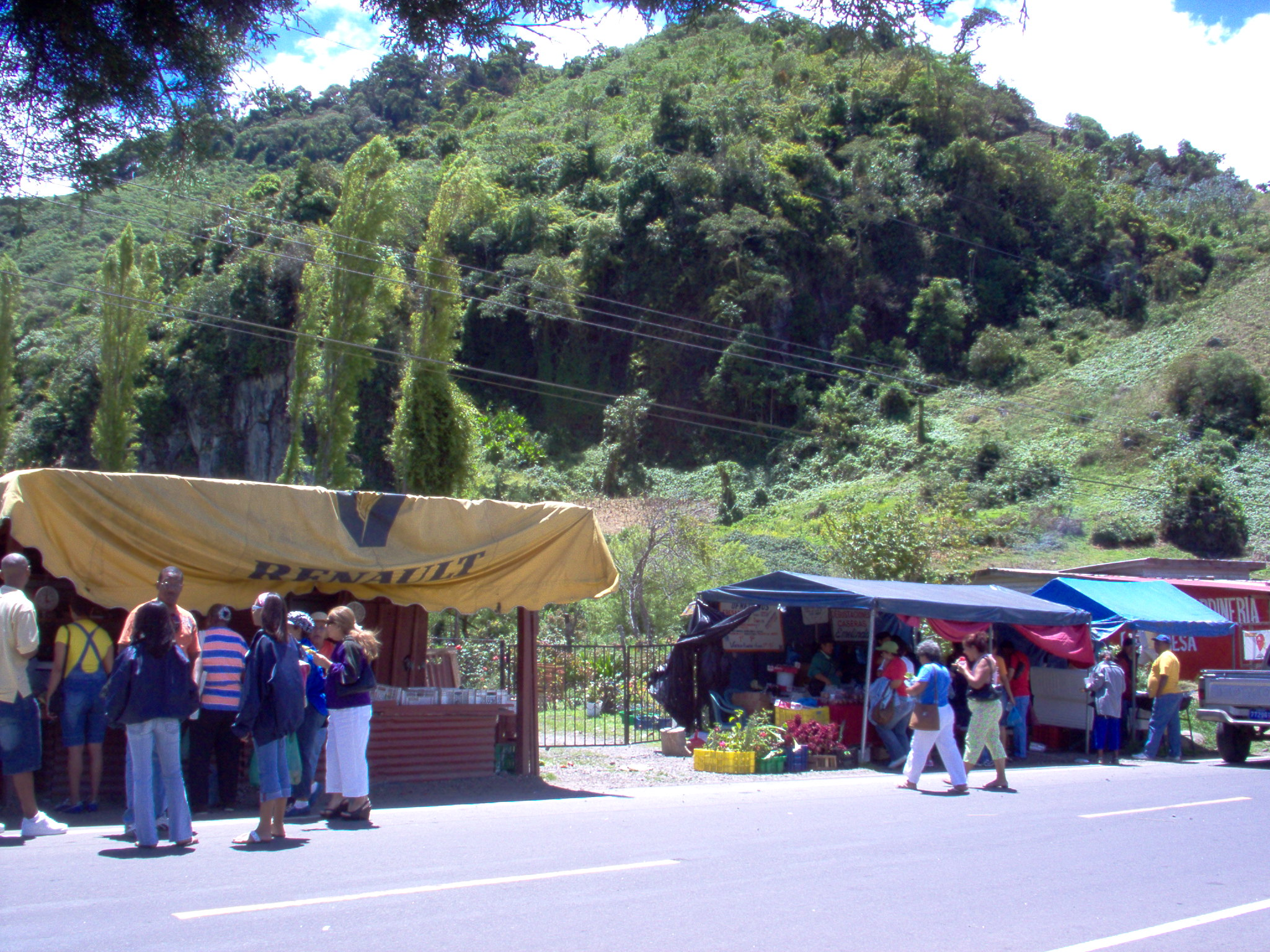
Mercados en la localidad de Cerro Punta.

Cerro Punta tiene un terreno bastante accidentado, con pequeñas planicies, donde la mayoría de los pobladores habitan y es muy común ver casas a cierta distancia una de la otra, es un modelo que ha empleado el pueblo donde se ven las casas chicas y detrás terrenos grandes donde practican la agricultura (mayormente papa y hortalizas).
Es atravesado por numerosos riachuelos de montaña y al juntarse los mismos dan origen al río Chiriquí Viejo.

### Villas
El corregimiento está integrado por villas, como Guadalupe, Bajo Grande, Entre Ríos, Las Nubes, La Garita, Barrio del Bajito, Las Miranda, Barrio 6, El Pueblo, Las Cumbres, Alto Pineda, El Barrio de la Chacha, Nueva Suiza, Alto Bambito.

## Clima

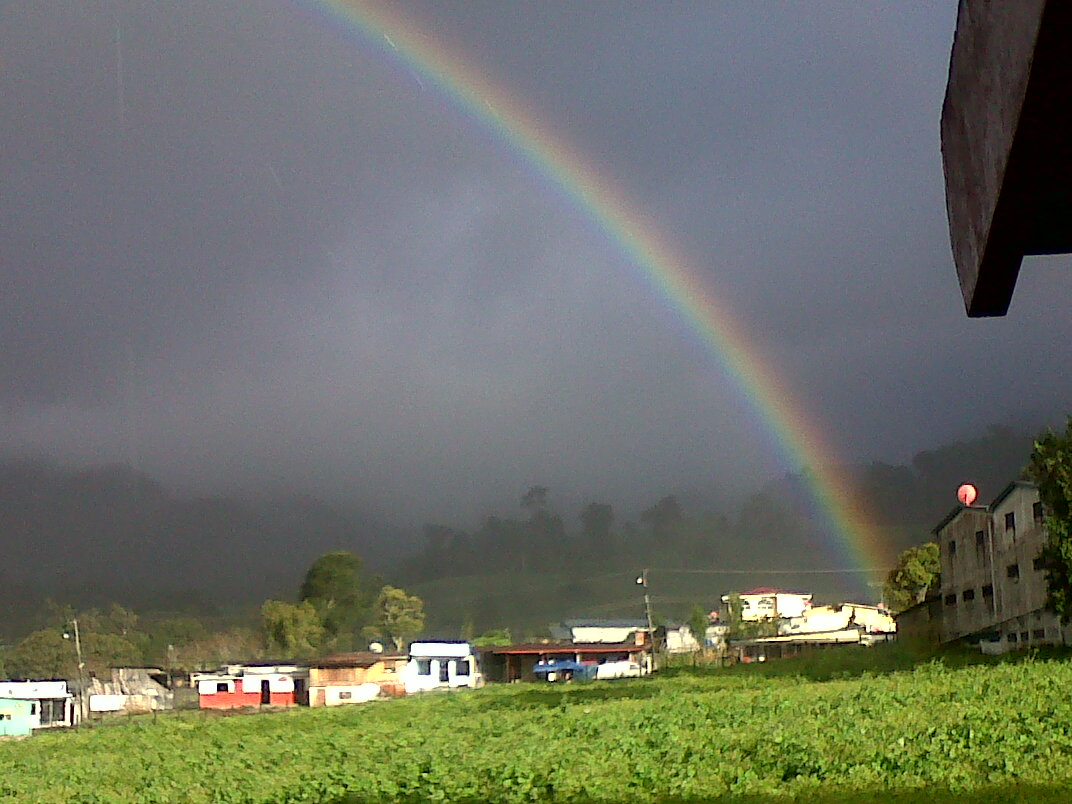
En Cerro Punta y en los lugares ubicados en las tierras altas es habitual la formación de arcoíris debido a su clima húmedo.

Cerro Punta posee un clima templado - frío de montaña debido a la altitud y la alta nubosidad, las temperaturas oscilan entre los 11 y 18 °C. y las precipitaciones giran en torno a los 2000 mm al año. En Bajo Grande se reportan mínimas menores a 2 °C y no son raras las heladas, especialmente durante la estación seca, que va de diciembre a marzo
| Parámetros climáticos promedio de Cerro Punta (Bajo Grande) (normales 2002–2015, extremos 1971–actualidad) | Parámetros climáticos promedio de Cerro Punta (Bajo Grande) (normales 2002–2015, extremos 1971–actualidad) | Parámetros climáticos promedio de Cerro Punta (Bajo Grande) (normales 2002–2015, extremos 1971–actualidad) | Parámetros climáticos promedio de Cerro Punta (Bajo Grande) (normales 2002–2015, extremos 1971–actualidad) | Parámetros climáticos promedio de Cerro Punta (Bajo Grande) (normales 2002–2015, extremos 1971–actualidad) | Parámetros climáticos promedio de Cerro Punta (Bajo Grande) (normales 2002–2015, extremos 1971–actualidad) | Parámetros climáticos promedio de Cerro Punta (Bajo Grande) (normales 2002–2015, extremos 1971–actualidad) | Parámetros climáticos promedio de Cerro Punta (Bajo Grande) (normales 2002–2015, extremos 1971–actualidad) | Parámetros climáticos promedio de Cerro Punta (Bajo Grande) (normales 2002–2015, extremos 1971–actualidad) | Parámetros climáticos promedio de Cerro Punta (Bajo Grande) (normales 2002–2015, extremos 1971–actualidad) | Parámetros climáticos promedio de Cerro Punta (Bajo Grande) (normales 2002–2015, extremos 1971–actualidad) | Parámetros climáticos promedio de Cerro Punta (Bajo Grande) (normales 2002–2015, extremos 1971–actualidad) | Parámetros climáticos promedio de Cerro Punta (Bajo Grande) (normales 2002–2015, extremos 1971–actualidad) | Parámetros climáticos promedio de Cerro Punta (Bajo Grande) (normales 2002–2015, extremos 1971–actualidad) |
| Mes | Ene. | Feb. | Mar. | Abr. | May. | Jun. | Jul. | Ago. | Sep. | Oct. | Nov. | Dic. | Anual |
| --- | --- | --- | --- | --- | --- | --- | --- | --- | --- | --- | --- | --- | --- |
| Temp. máx. abs. (°C)                                                                                       | 25.0 | 25.0 | 26.2 | 24.5 | 24.8 | 23.5 | 23.0 | 23.0 | 24.0 | 22.5 | 23.0 | 23.0 | 26.2 |
| Temp. máx. media (°C)                                                                                      | 18.1 | 18.8 | 19.2 | 19.9 | 19.7 | 19.5 | 19.1 | 19.2 | 19.5 | 19.0 | 18.4 | 18.0 | 19 |
| Temp. media (°C)                                                                                           | 13.7 | 13.8 | 14.1 | 14.9 | 15.4 | 15.6 | 15.5 | 15.3 | 15.3 | 15.1 | 14.8 | 14.2 | 14.8 |
| Temp. mín. media (°C)                                                                                      | 9.4 | 8.9 | 9.0 | 9.9 | 11.0 | 11.7 | 11.9 | 11.3 | 11.2 | 11.2 | 11.2 | 10.5 | 10.6 |
| Temp. mín. abs. (°C)                                                                                       | 2.0 | 2.0 | 2.0 | 3.5 | 4.5 | 6.4 | 5.0 | 7.0 | 7.0 | 6.5 | 6.0 | 2.0 | 2.0 |
| Lluvias (mm)                                                                                               | 159.7 | 99.7 | 69.2 | 107.7 | 256.7 | 264.7 | 252.2 | 278.6 | 292.0 | 335.5 | 262.9 | 244.1 | 2623 |
| Horas de sol                                                                                               | 159.7 | 161.7 | 174.1 | 132.6 | 93.9 | 76.6 | 81.1 | 86.8 | 85.3 | 86.3 | 90.2 | 125.6 | 1353.9 |
| Fuente n.º 1: IMHPA (lluvia, sol y extremos)                                                               | | | | | | | | | | | | | |
| Fuente n.º 2: INEC                                                                                         | | | | | | | | | | | | | |

## Economía
Su economía se basa  especialmente en el turismo y en la agricultura la cual abastece en su totalidad  los mercados de todo el país.